# DGB Daegu Bank Park
DGB Daegu Bank Park (tiếng Hàn: DGB대구은행파크), được gọi là Forest Arena (tiếng Hàn: 포레스트아레나) trong các trận đấu quốc tế thuộc các giải đấu của Liên đoàn bóng đá châu Á, là một sân vận động dành riêng cho bóng đá ở Daegu, Hàn Quốc. Đây là sân nhà của câu lạc bộ K League 1 Daegu FC. Sân vận động có sức chứa 12.415 khán giả và được khánh thành vào tháng 3 năm 2019.

## Lịch sử
Trong quá trình xây dựng, sân vận động này có tên gọi là Daegu Forest Arena. DGB Financial Group đã mua quyền đặt tên của sân và đặt tên sân là DGB Daegu Bank Park vào tháng 2 năm 2019. Đây là sân vận động đầu tiên trong lịch sử K League được mua quyền đặt tên.